# David Kuh
David Kuh (geboren 11. April 1819 in Prag, Kaisertum Österreich; gestorben 25. Januar 1879 ebenda) war ein deutsch-böhmischer Journalist und Politiker.

## Leben
David Kuh stammte aus einem jüdischen Elternhaus; sein Vater Samuel Rafael war Schnittwarenhändler in Prag. Anfänglich interessierte er sich für eine Ausbildung in Medizin und studierte diese Disziplin an der Universität Prag. Als 22-Jähriger übersiedelte er 1841 nach Wien, wo er zuerst ebenfalls medizinische, dann juridische Vorlesungen hörte. Anschließend versah er von 1842 bis 1844 den Posten des Hauslehrers beim Fabrikanten Brandeis. 1844 beschloss er, Schauspieler zu werden und widmete sich der Ausübung dieses Gewerbes zuerst in Mähren. Er gelangte auf seinen Fahrten schließlich nach Esseg, wo er als Darsteller und Oberregisseur am Deutschen Theater wirkte.
In Esseg machten sich damals die Gegensätze zwischen der slawisch-kroatischen Bevölkerung einerseits und den magyarischen Magnaten und dem deutschen Bürgertum andererseits in bedrohlichen Spannungen bemerkbar. Von diesen in Esseg bestehenden nationalen Verhältnissen angeregt, gab Kuh den Schauspielerberuf auf und wurde journalistisch aktiv. Er gab die Zeitung Der Volksredner heraus und setzte sich darin für die Verteidigung der Interessen der Deutschen und Ungarn gegen die Aspirationen der Slawen ein. Durch seine Artikel geriet er mit fanatischen Kroaten und der Polizei in Konflikt und musste schließlich die Flucht ergreifen. Auf abenteuerlicher Wanderung erreichte er Budapest und fand beim Wahren Ungar, einer Zeitung, die Saphir, ein Bruder des berühmten Satirikers, herausgab, eine ihm zusagende Beschäftigung. Diese behielt er aber nur kurzzeitig. Die ungarische Revolution wurde niedergeschlagen und Kuh, der dem Beispiel seines Chefs, der sich durch Flucht rettete, wegen Krankheit nicht folgen konnte, wurde verhaftet und als Anhänger Kossuths und revolutionärer Journalist 1848 zu einer fünfjährigen Gefängnisstrafe verurteilt, die er in der Festung Theresienstadt in Böhmen abzubüßen hatte. Nach 18-monatiger Haft erlangte er infolge der Amnestie vom Juli 1850 seine Freiheit wieder und kehrte nach Prag zurück. 1851 verheiratete er sich mit Johanna Graf (1831–95), mit der er drei Söhne und fünf Töchter hatte.
Sofort nahm Kuh wieder seine politische Schriftstellerei auf, und im Wanderer Wiens, einem angesehenen Wiener Journal, wirkte er zunächst als böhmischer Korrespondent. Bald aber wagte er sich wieder mit einem selbständigen Blatt, der der von ihm zusammen mit Wilhelm Kuhe gegründeten Prager Zeitschrift, Chronik für österreichische Literatur, Kunst und Geschichte, an die Öffentlichkeit. Dieses Journal ging bereits nach vierteljährigem Bestehen im Oktober 1851 ein. Glücklicher  war Kuh mit der Herausgabe des Tagesboten aus Böhmen, einer die Linie der Deutschnationalen vertretenden politischen Tageszeitung, die erstmals im Februar 1852 erschien und seinen Gründer, wenn auch nicht lange, überlebte. Diesem Journal widmete er mehr als ein Vierteljahrhundert seine volle Kraft.
In seinen Leitartikeln im Tagesboten erörterte Kuh die Weltpolitik ebenso wie die lokalen Ereignisse der österreichischen und böhmischen Tagespolitik. Unerschrockenes Eintreten für die Ideen des Liberalismus, unerbittlicher Kampf gegen reaktionäre Bestrebungen, Verteidigung und Förderung des neuen österreichischen Verfassungsstaats und begeisterter Einsatz für die Rechte der Deutschen in Böhmen kennzeichneten die politische Gesinnung Kuhs, die er journalistisch tagtäglich verfocht. Dabei bewahrte der Publizist nach allen Seiten hin Unabhängigkeit. Die aufreibende Tätigkeit für seinen Tagesboten kostete ihn viele Opfer und er musste zu dessen Erhalt auch finanzielle Zuschüsse aus seiner eigenen Kassa leisten.
In der Auffassung und Behandlung der österreichischen Verhältnisse nahm Kuh den Standpunkt der 1861 erlassenen Schmerlingschen Februarverfassung ein, wobei er jedoch als Freund der Magyaren und genauer Kenner der ungarischen Verhältnisse von vornherein für die Notwendigkeit einer dualistischen Staatsform eintrat, deren gesetzliche Statuierung im Jahr 1867 ihn sehr freute. Für die Magyaren forderte er die Hegemonie jenseits, für die Deutschen die politische Führung diesseits der Leitha. Diese von ihm unerschütterlich vertretene politische Richtung brachte ihn in Gegensatz zu den Bestrebungen der slawischen Völker Österreichs, die der freisinnige Mann im Bund mit feudalen und klerikalen Fraktionen sah. Am heftigsten verlief die Fehde zwischen dem deutschen, in Prag erscheinenden Blatt und den Tschechen. In deren Zeitungen wurde Kuh heftig angegriffen, wobei in der Regel hämische Ausfälle auf seine jüdische Herkunft nicht fehlten.
Journalistischen Einsatz für die Deutschen gegen tschechische Redakteure zeigten neben Kuh auch Franz Klutschak und Eduard Bruna, die sich aber gegenüber der anderen Volksgruppe wesentlich konzilianter verhielten. Für große Aufregung sorgte Kuh 1860, als er in seiner Zeitung die Meinung vertrat, dass die angeblich vom tschechischen Sprachwissenschaftler Václav Hanka aufgefundenen böhmischen Manuskripte Fälschungen waren. Von Hanka wurde er daraufhin wegen Ehrenbeleidigung verklagt, doch gab er den Namen seines Informanten Anton Zeidler im folgenden Prozess nicht preis. Die spätere Bestätigung seines Fälschungsvorwurfs erlebte er nicht mehr.
Kuh war auch einige Zeit direkt als Politiker aktiv. 1862 wurde er von den Landgemeinden Brüx und Görkau in den böhmischen Landtag gewählt, dem er bis 1873 angehörte; 1872 wurde er auch kurzzeitig Reichsratsabgeordneter. Er bewährte sich als schlagfertiger Redner und war einer der Gründer der Deutschen Freiheitlichen Partei. An dem deutschen Vereinsleben in Prag nahm er regen Anteil. Unter dem Pseudonym Emil Dornau schrieb er in der Jugend Gedichte (Album der Erinnerungen), unter dem Namen Dr. Merk Theaterreferate. Ferner verfasste er Feuilletons, etwa über seine Internierung in Theresienstadt, und Aphorismen. In den letzten Lebensjahren gründete er eine Buchdruckerei, die seine Witwe weiterführte, nachdem er am 25. Januar 1879 im Alter von knapp 60 Jahren in Prag an einem Herzschlag verstorben war. Seine Söhne Emil Kuh (1856–1912) und Oskar Kuh (1858–1930) waren ebenfalls journalistisch tätig.